# Восточная белоглазка
Восточная белоглазка (лат. Zosterops palpebrosus) — певчая птица из семейства белоглазковых.

## Описание
Восточная белоглазка длиной 12 см. Спина и хвост птицы зеленоватые, голова и горло жёлтые, брюхо и круги вокруг глаз окрашены в белый цвет. Крылья закругленные, ноги сильные. Наряду с насекомыми питается нектаром и различными плодами. Восточная белоглазка — это общительная птица, которая вне периода гнездования образует большие стаи численностью до нескольких сотен особей.

## Распространение
Восточная белоглазка обитает на открытых лесных ландшафтах тропической Азии от Индии через Китай до Индонезии.

## Размножение
В сезон гнездования стаи распадаются. Гнездящаяся пара строит глубокое гнездо из трав в форме чаши на деревьях, кустах или чаще в зарослях бамбука. Самка высиживает от 2 до 5 бледно-голубых яиц две недели. Молодые птицы становятся самостоятельными через 12 дней.

## Галерея

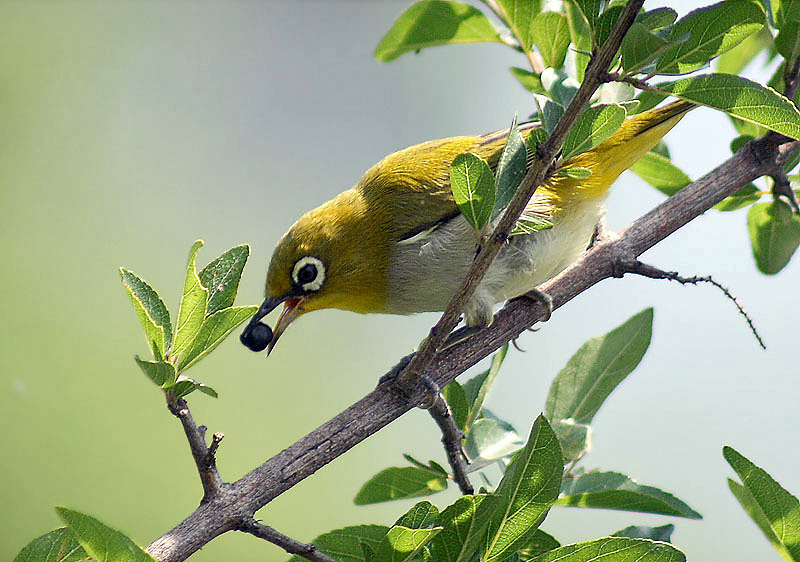
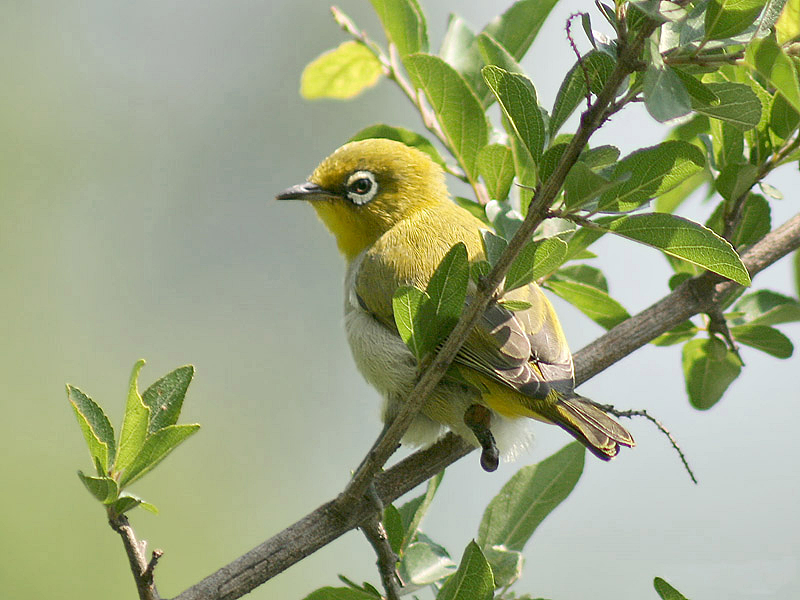
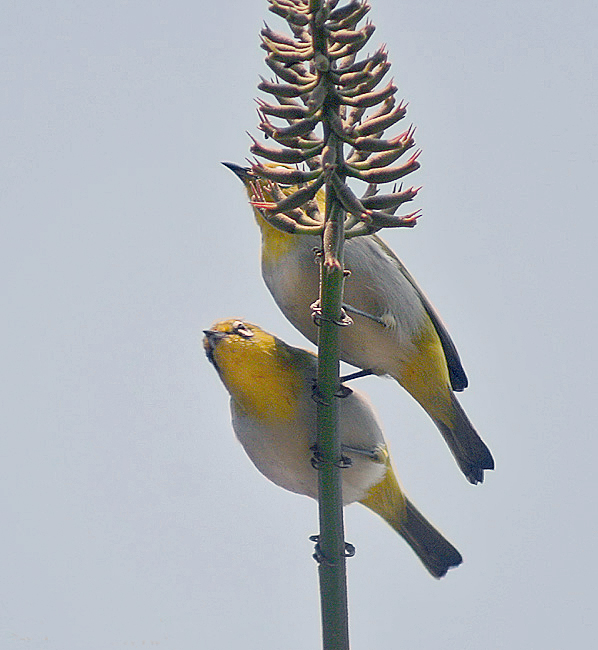
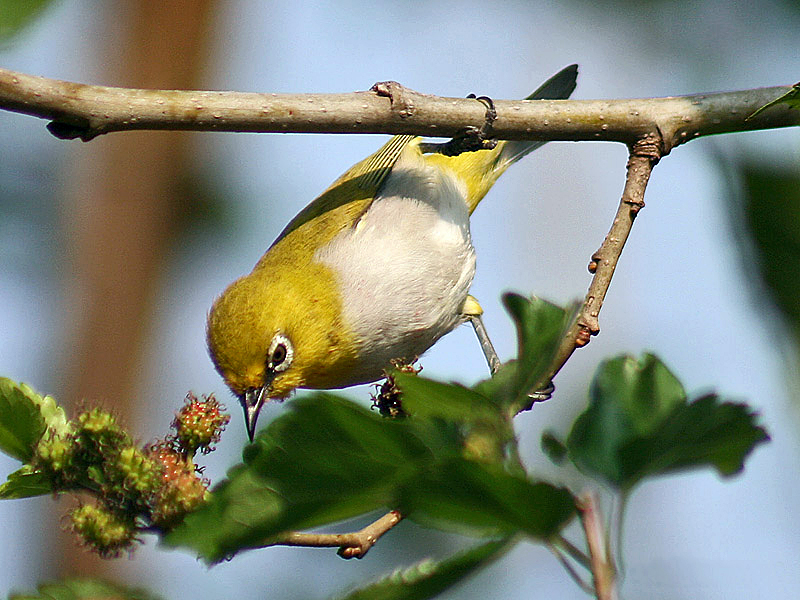
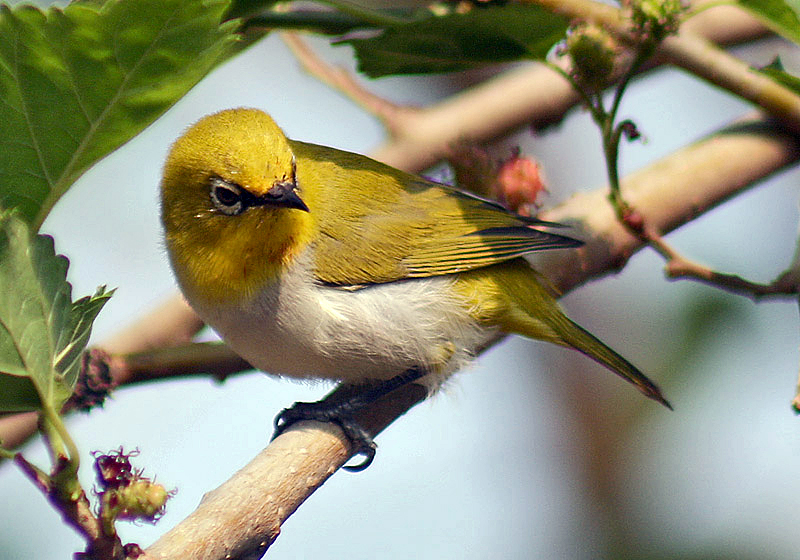